# В ім'я короля 2
«В ім'я короля 2: Два світи» (англ. In the Name of the King 2: Two Worlds) — фільм — бойовик 2011. Сиквел вийшов в 2007 екранізації за мотивами серії відеоігор «Dungeon Siege» режисера Уве Болла «В ім'я короля: Історія облоги підземелля» (англ. In the Name of the King: A Dungeon Siege Tale). Продовження першого фільму знято ним самим у грудні 2010 року. Світова прем'єра фільму відбулася 03.11.2011 року.

## Зміст
Середні століття. Роздирається кривавими загарбницькими і міжусобними війнами, яке раніше було тихим і спокійним, мирним і прекрасним, королівство Ехб вельми швидко перетворилося на спустошену землю жаху, страху і гноблення. Залишки королівської знаті і перелякані місцеві жителі, що відчайдушно опираються спраглому влади і багатства Лорду, об'єднують свої сили в марних спробах нерівної боротьби з тираном. Всі і кожен в ці темні й жахливі часи відчувають необхідність в герої, визволителі, в тій людині, якій судилося згуртувати і повести за собою людей, ослаблених і знеможених нескінченною війною, людей, що втратили віру в чудо, але ще зберігають у своїх серцях надію про виконання стародавнього пророцтва. У стародавніх літописах йдеться про Воїна-визволителя, який, згідно з переказом, «візьметься з нізвідки, і на смерть уб'є гнобителя роду людського, бо одному судилося здійснити Божу кару над ненаситним Правителем». І одного разу з'являється невідомий мандрівник у незвичайному вбранні — людина в дивній екіпіровці, невпинно твердить, що він «не з цих місць». Так починається незвичайна історія, що міцно пов'язала один з одним подорожі в часі і в просторі, грандіозні битви і героїчні подвиги, чари і давню магію, пророцтва і їх дивне втілення в реальність.

## Ролі
| Актор                 | Роль |
| --------------------- | ---- |
| Дольф Лундгрен        | -    |
| Локлин Манро          | -    |
| Наташа Мальте         | -    |
| Христина Ястржембська | -    |
| Алекс Паунович        | -    |
| Наталія Гусліста      | -    |
| Елізабет Розен        | -    |
| Майкл Адамуейт        | -    |
| Міхаелла Манн         | -    |
| Ной Беггс             | -    |

## Знімальна група
- Режисер — Уве Болл
- Сценарист — Майкл Начофф
- Продюсер — Уге Болт, Ден Кларк, Шоун Вільямсон, Боб Ван Ронкель
- Композитор — Джесіка Де Руйі